# Yunusemre, Mihalıçcık
Yunusemre là một thị trấn thuộc huyện Mihalıçcık, tỉnh Eskişehir, Thổ Nhĩ Kỳ. Dân số thời điểm năm 2011 là 823 người.